# Ruta nacional PE-08
La ruta nacional PE-08 es una carretera transversal que comunica la ciudad de Cajamarca con la carretera Panamericana Norte. Atraviesa las provincias liberteñas de Pacasmayo y Chepén y las provincias cajamarquinas de Contumazá, San Pablo y Cajamarca. La mayor parte de su recorrido se encuentra en el valle del río Jequetepeque.
Es denominada coloquialmente por los cajamarquinos Carretera a la costa.[cita requerida]

## Trayectoria
Emp. PE-1N (Ciudad de Dios) - Tembladera - Pte. Yonán - Dv. San Pablo (PE-08 A) - Chilete (PE-1N F) - Pte. Muyuna - Magdalena - San Juan - Abra El Gavilán - Emp. PE-3N (Cajamarca).

## Galería

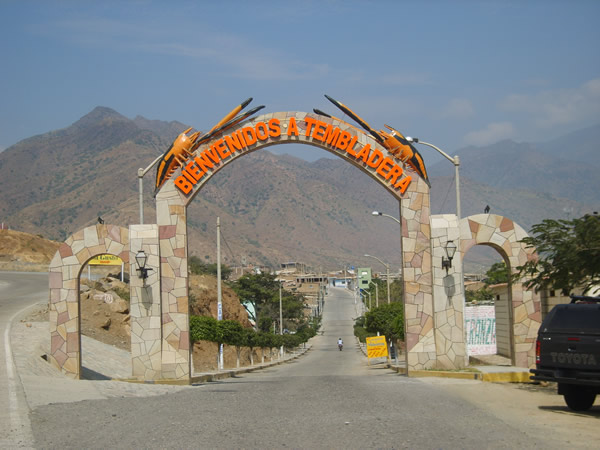
Portal de bienvenida a la localidad de Tembladera.